# Liste de monuments détruits en Belgique
Cette liste présente des monuments détruits. Elle concerne le territoire actuel de la Belgique. 

## Liste (par ordre chronologique de disparition)

### Moyen Âge
- Monastère de Saint-Landoald à Wintershoven, incendié par les Hongrois en 954.
- Église collégiale de Saint-Aubain à Namur, incendiée par les Hongrois en 954.
- Château de Chèvremont, détruit en 986 par l'armée de l'impératrice Théophano Skleraina, mère et régente d'Otton III.
- Château de Moha, incendié et détruit par les Hutois en 1376.
- Château de Poilvache, détruit en 1430 par le prince-évêque de Liège.
- Couillet, incendié au début du XVe siècle par les troupes de Jean III de Namur.
- Maison de la Cave aux Moines, maison de l'Estrapade et maison du Maure, démolies en 1444 lors de l'agrandissement de l'hôtel de ville de Bruxelles.
- Sac de Dinant (1466), destruction totale de la ville et de ses fortifications par Charles le Téméraire.
- Sac de Liège (1468), incendie de la ville à trois reprises (à l'exception de ses églises) par les troupes de Charles le Téméraire.

### Ancien Régime
- Sacs et incendie d'Arlon en 1542 (par Charles II d'Orléans), 1558 (par François de Guise), 1562 et 1568.
- Château de Crèvecoeur, détruit en 1554 par le roi Henri II de France.
- Château de Montaigle, détruit en 1554 par le roi Henri II de France.
- Bouvignes, mise à sac en 1554 par le roi Henri II de France.
- Palais de Binche, incendié et détruit en 1554 par le roi Henri II de France.
- Château de Couvin, démantelé par les français en 1673.
- Château Thierry (Waulsort), détruit par les troupes de Louis XIV en 1675.
- Incendie de Stavelot par les troupes de Louis XIV en 1689.
- Bombardement de Bruxelles de 1695 par le maréchal François de Neufville de Villeroy.
- Beffroi de Bruxelles, effondrement en 1367 et en 1714.
- Ancienne forteresse de Huy (« Li Tchestia »), démolie en 1717 et remplacée par l'actuel Fort de Huy.
- Église Saint-Pierre-au-château (Namur), détruite en 1746 lors du siège de Namur.
- Palais de Nassau, endommagé par un incendie en 1701 et rasé en 1760 (sauf la cour intérieure et la chapelle de Nassau).
- Palais du Coudenberg, subit un incendie en 1731, est rasé en 1774.
- Château de Tervueren, démoli à partir de 1791 (sauf la chapelle et les écuries).
- Hôpital Saint-Mathieu à la Chaîne, démoli vers 1786.
- Château de la Roche-en-Ardenne, démantelé à la fin du régime autrichien au XVIIIe siècle.

### Révolution française, Empire et période hollandaise
- Couvent des Guillemins de Liège, démoli après la Révolution française.
- Hôpital et chapelle Saint-Julien de Liège, démoli après la Révolution française.
- Abbaye d'Orval, destruction à coups de canon et incendie en 1793 par les troupes du général français Louis Henri Loison.
- Abbaye de Lobbes, destruction à partir de 1793.
- Abbaye du Jardinet à Walcourt, incendiée par les révolutionnaires français en 1793.
- Abbaye de Waulsort, pillée et incendiée par les révolutionnaires français en 1793.
- Abbaye d'Aulne, incendiée en 1794 par les révolutionnaires français.
- Château de Mariemont, incendié par les révolutionnaires français en 1794.
- Cathédrale Notre-Dame-et-Saint-Lambert de Liège, démolie à partir de 1794.
- Abbatiale de Stavelot, saccagée par les révolutionnaires français et détruite à partir de 1794.
- Abbaye de Villers-la-Ville, démolie à partir de 1796.
- Abbaye des Dunes, démolie à partir de 1796.
- Abbaye de Saint-Ghislain, démolie après la Révolution française.
- Abbaye de Clairefontaine, détruite après la Révolution française.
- Abbaye Saint-Gérard de Brogne, démolie après la Révolution française.
- Abbaye de Cambron, démantelée après la Révolution française.
- Abbaye Saint-Martin de Tournai, démantelée après la Révolution française.
- Église Saint-Géry, première église de Bruxelles, démolie après la Révolution française.
- Cathédrale Saint-Donatien de Bruges, démolie à partir de 1799.
- Église Saint-Gangulphe de Liège, démolie fin XVIIIe siècle ou début XIXe siècle.
- Collégiale Notre-Dame de Namur, détruite en 1803 par les autorités révolutionnaires françaises « en vue d’agrandir la voirie ».
- Château de Landelies, détruit après 1803.
- Château de Farciennes, détruit à partir de 1809.
- Collégiale Saint-Pierre de Liège, démolie à partir de 1811.
- Château comtal de Rochefort, démoli à partir de 1812.
- Château de Franchimont, détruit au XIXe siècle.
- Seconde enceinte de Bruxelles : démolie à partir de 1818.
- Fort Jaco, démantelé en 1820.
- Église Saint-Michel En-Sauvenière (Liège), démolie vers 1824.

### 1830 à 1945
- Forteresse de Mariembourg, démantelée de 1853 à 1855.
- Remparts de Namur, démantelés à partir de 1860.
- Remparts de Mons, démantelés en 1861.
- Remparts de Tournai, démantelés à partir de 1863.
- Forteresse de Charleroi, démantelée de 1867 à 1871.
- Citadelle de Gand, démantelée à partir de 1870.
- Première gare de Tournai, démontée dans les années 1870 et rebâtie à Leuze-en-Hainaut.
- Pavillon de Tervueren détruit par un incendie en 1879.
- Citadelle d'Anvers, démantelée en 1881.
- Première gare d'Arlon, démontée vers 1885 et rebâtie à Mellier.
- Église des Augustins (Bruxelles), démolie en 1893 (la façade sera conservée et réédifiée pour l'église de la Sainte-Trinité à Ixelles).
- Première gare de Bruges, démontée et rebâtie à Renaix en 1893.
- L'ancienne église de Marchienne-au-Pont, démolie à la suite de la construction de la nouvelle en 1905.
- Grand hôtel de la citadelle de Namur, détruit en 1914 (incendie à la suite de bombardements allemands).
- Château d'Yves-Gomezée, incendié par l'armée allemande en août 1914.
- Sac de Dinant (1914), deux-tiers des habitations, la collégiale, l'église Saint-Pierre, l'Hôtel de ville, le collège de Belle-Vue parmi les principaux édifices sont détruits par l'armée allemande.
- Sac de Termonde (1914), de nombreux bâtiments sont détruits par l'armée allemande.
- Sac de Louvain (1914), destruction de nombreux bâtiments parmi lesquels les bibliothèques universitaires par l'armée allemande.
- Fort de Loncin, destruction par l'artillerie allemande en août 1914 lors du siège de Liège.
- Dixmude : destruction de la ville par l'artillerie allemande en novembre 1914 lors de la bataille de l'Yser.
- Ypres, presque tous les bâtiments de la ville furent détruits au cours de quatre batailles survenues de 1914 à 1918. La plupart des monuments historiques ont été reconstruits à l'identique.
- Gare de Gand-Sud, remplacée par la gare de Gand-Saint-Pierre puis démolie en 1930-1931.
- Château d'Havré, écroulement dû aux galeries de mine sous-jacentes en 1930.
- Palais Granvelle (Bruxelles), palais du XVIe siècle détruit en 1931 lors des travaux de la Jonction Nord-Midi.
- Château de Meudon (Bruxelles), démoli en 1931.
- Grand-Place de Tournai, détruite par l'aviation allemande le 16 mai 1940.
- Gare de Mons, destruction par l'aviation alliée en mai 1944.
- Saint-Ghislain, ville détruite par l'aviation alliée le 1er mai 1944.
- Malmédy, ville détruite par l'aviation alliée du 23 au 25 décembre 1944.
- Saint-Vith, ville détruite par l'aviation alliée les 25 et 26 décembre 1944.

### Après la Seconde Guerre mondiale
- Seconde gare de Bruges, remplacée en 1939 et démolie en 1948.
- Hôtel Aubecq (Bruxelles), démoli en 1949.
- Première gare du Midi à Bruxelles, démolie en 1949.
- Première gare du Nord à Bruxelles, démolie en 1955.
- Villa Van der Borght (Bruxelles), démolie en 1956.
- Halles centrales de Bruxelles, démolies en 1956 pour la construction du Parking 58.
- Gare d'Ostende-Ville, abandonnée et démolie en 1956.
- Gare des Guillemins « Belle Époque » (Liège), démolie en 1958.
- Tir national (Bruxelles), démoli en 1959.
- Palais de Charles de Lorraine et Palais de Nassau, démolis aux trois-quarts en 1960.
- Couvent des Dames de Berlaymont (Bruxelles), démoli dans les années 1960 et remplacé par des immeubles de bureaux.
- Hôtel d'Ursel (Bruxelles), démoli en 1960.
- Maison des Corporations (Charleroi), démolie en 1960.
- Maison du Peuple de Bruxelles, démolie en 1965 pour laisser la place à la « Tour Stevens » (26 étages de bureaux) .
- Première gare d'Anvers-Sud, démolie en 1965.
- Hôtel des Postes et Télégraphes de Bruxelles, démoli en 1966[1].
- Palais des sports de Schaerbeek, démoli en 1966 pour laisser la place à la tour d'habitation Brusilia.
- À l’Innovation (Bruxelles), détruit lors d'un incendie en 1967.
- Château royal d'Ardenne (Houyet), détruit par un incendie en 1968
- L'hôtel de ville de Gosselies, démoli dans les années 1970 à cause des dégâts miniers.
- L'hôtel de ville de Marchienne-au-Pont, démoli en 1973 en vue de la construction d'un nouvel hôtel de ville.
- Collège du Sacré-Cœur de Charleroi (édifice construit par l'architecte Auguste Cador) démoli en 1976.
- Théâtre de l'Alhambra (Bruxelles), démoli en 1973.
- Hôtel des Monnaies (Bruxelles), démoli en 1979.
- Palais du Peuple (Charleroi), démoli en 1980.
- Église Saint-Remy à Dampremy, démolie dans les années 1980.
- Maternité reine Astrid (Charleroi), démolie en 1988.

### XXIesiècle
- Centre international Rogier (Bruxelles), parfois appelé « Tour Martini », démoli en 2001 et remplacé par l'actuelle Tour Rogier.
- Ancien terminal de l'aérodrome de Haren (Bruxelles), démoli dans les années 2000.
- Château de Brumagne, laissé à l'abandon et incendié en 2001.
- Porche de la caserne de gendarmerie de Charleroi, démoli dans les années 2010.
- Château de Mesen (nl), démoli en 2010.
- Gare de Mons, démolie en juin 2013.
- Colonnades (Charleroi), démolies en 2015.
- Château de Noisy, démoli en 2017.
- Château Baudoux (Jumet), incendié en 2023.